# Ingrid Schröder

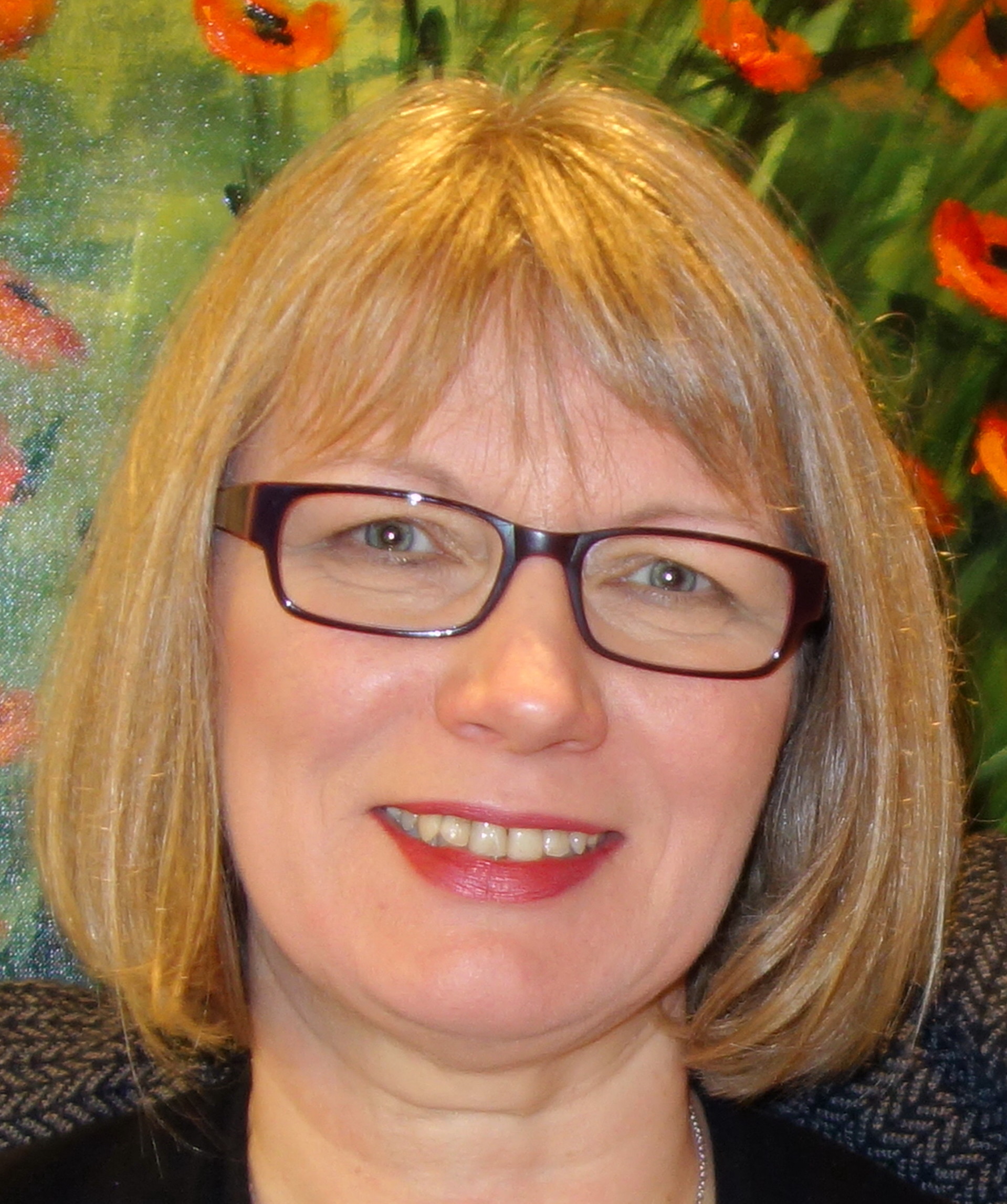
Ingrid Schröder 2016

Ingrid Schröder (* 28. März 1960 in Bremen) ist eine deutsche Germanistin.

## Leben
Ingrid Schröder studierte Deutsch und Latein (Lehramt an Gymnasien) an der Universität Göttingen (1986 Erstes Staatsexamen, 1990 Promotion). Von 1988 bis 1993 war sie Bearbeiterin des Mittelniederdeutschen Wörterbuchs an der Universität Hamburg. Von 1993 bis 1999 war sie wissenschaftliche Assistentin an der Universität Hamburg. Von 1999 bis 2002 lehrte sie als Professorin für niederdeutsche Philologie an der Universität Greifswald. Seit 2002 ist sie Professorin für Niederdeutsch und Linguistik des Deutschen an der Universität Hamburg.
Ihre Schwerpunkte sind niederdeutsche Sprache und Literatur, Sprachgeschichte, Variationslinguistik, Sprache der Magie und Stadtsprachenforschung.
Schröder ist seit 1985 Mitglied im Verein für niederdeutsche Sprachforschung, dessen Vorsitzende sie von 2008 bis 2017 war.

## Ehrungen
1992 verlieh der Senat der Freien und Hansestadt Hamburg Ingrid Schröder den Agathe-Lasch-Preis.

## Schriften (Auswahl)
- Die Bugenhagenbibel. Untersuchungen zur Übersetzung und Textgeschichte des Pentateuchs. Köln 1991, ISBN 3-412-07991-X.
- als Herausgeberin mit Dirk Hempel: Andocken. Hamburgs Kulturgeschichte 1848 bis 1933. Hamburg 2012, ISBN 3-934632-43-2.
- als Herausgeberin mit Andreas Bieberstedt und Jürgen Ruge: Hamburgisch. Struktur, Gebrauch, Wahrnehmung der Regionalsprache im urbanen Raum. Frankfurt am Main 2016, ISBN 3-631-67389-2.
- als Herausgeberin mit Carolin Jürgens: Sprachliche Variation in autobiographischen Interviews. Theoretische und methodische Zugänge. Frankfurt am Main 2017, ISBN 3-631-67734-0.